# Hugo Claus
Hugo Claus (Brujas, 5 de abril de 1929-Amberes, 19 de marzo de 2008) fue un artista belga polifacético, tanto escritor como poeta, dramaturgo, pintor y director de cine, considerado uno de los novelistas más importantes de Flandes. 
Su obra se caracteriza por una gran diversidad de temas y estilos: del más trágico al burlesco, de la banalidad cotidiana y el obsceno al amor excelso, del universal al local. Algunos de sus temas preferidos son el amor de la madre, el odio hacia el padre ausente, la sexualidad, la culpabilidad inducida por el catolicismo, el autoritarismo y la hipocresía del clero, la relación ambigua de muchos flamencos que simpatizaron con el ocupante alemán durante la Segunda Guerra Mundial y la estrechez de mira de la pequeña burguesía en Flandes durante la posguerra. Claus nunca tuvo miedo de luchar contra cualquier tabú. Mezcla elementos autobiográficos con temas universales. A menudo, la misma obra permite diferentes lecturas, desde la lectura aparentemente recreativa hasta la novela profunda de un buen observador del humano y de la sociedad.
Sus obras de teatro se caracterizan por el realismo y un enfoque tragicómico. También escribió tres libretos y fue un traductor-adaptador prolífico tanto de obras de teatro clásico como de obras de autores contemporáneos franceses, ingleses, italianos, alemanes y castellanos.
Sin contar las traducciones, escribió más de 295 títulos. Fue mencionado muchas veces como posible ganador del Premio Nobel de Literatura, pero nunca llegó a alcanzarlo.

## Biografía

### Juventud (1929-1946)
Claus era el hijo mayor del impresor Jozef Claus y de Germaine Vanderlinden. Tenía tres hermanos: Guido, que se convirtió en actor (1931-1991), Odo (1934) y Johan (1938-2009). Poco después del nacimiento de Hugo, la familia se mudó hacia Astene (Deinze), donde comenzaron una imprenta y un negocio de material escolar. El padre participaba en una compañía de teatro amateur en Kortrijk.
El joven Claus pasó su infancia en un pensionado católico desde la edad de dieciocho meses hasta los once años. Esta experiencia se convirtió en uno de sus temas recurrentes y alimentó un conflicto intelectual con la Iglesia católica que perduró hasta después de su muerte. Más tarde calificó las monjas del pensionado Saint-Joseph de Aalbeke de «Waffen-SS con uniforme religioso». Estudió humanidades grecolatinas en los colegios de Sint-Amand en Kortrijk y Sint-Hendrik en Deinze. Hacia el fin de la Segunda Guerra Mundial se enrolló como miembro de la Juventud Nacionalsocialista de Flandes (NSJV). En 1944, junto a otros miembros, recibió una mención honorífica del ocupante alemán por su celo durante una operación de rescate después de «la acción terrorista de los aliados». Él mismo nunca ocultó este episodio de su vida, habló en inter vivos explicando cómo la propaganda alemana era muy encantadora para un joven adolescente en una Flandes en la que en la escuela se inculcaba una verdad hecha de historias de protestantes ingleses que perseguían los pobres católicos en Irlanda y de comunistas que violaban monjas y mataban sacerdotes en España. Después de la guerra, su padre fue condenado y encarcelado por colaboracionismo, la imprenta fue destruida en un acto de venganza y la madre huyó a la casa de la abuela en Astene.
En 1945 empieza a escribir una novela sobre Nicolás Zannekin, el héroe popular flamenco del siglo XIV, y comienza a integrarse en una red de intelectuales y artistas de la época: Roger Raveel, Johan Daisne, Remi Boeckaert y Antoon de Clerck.

### Debut (1946-1949)
En 1946, a los diecisiete años, abandonó sus estudios y la casa familiar y se instaló en una granja en Sint-Martens-Leerne (Deinze) que había alquilado junto con el pintor Antoon de Clerck (1923-2001). Durante su estancia en Sint-Martens escribía, pintaba y soñaba en convertirse en actor. Realizó ilustraciones para los poemarios publicados por su padre, que al recobrar la libertad había comenzado una nueva imprenta y editorial en la ciudad de Moeskroen. En esta época, Claus también habría seguido un curso de escultura en la Academia de Bellas Artes de Gante. En 1947 aceptó por necesidad un trabajo como temporero en el norte de Francia para la cosecha de remolachas azucareras. Con el dinero que ganó con la venta del azúcar en el mercado negro se fue a París donde encontró el autor Antonin Artaud (1896-1948), ya muy debilitado, que influyó mucho sobre el joven artista, a pesar del poco tiempo que se conocieron. Ya desde joven manifestó su universalidad y no se limitó a una rama del arte. Claus estaba convencido de que el hombre hace todas las descubiertas durante los primeros veinte años de la vida, y que durante el resto de la vida solo produce variaciones.
En 1948 fue muy influido por el surrealismo y la poesía moderna de los Estados Unidos de América. Se fue hacia Oostende donde su familia había establecido una nueva imprenta. Escribió su segundo poemario y la novela De Eendenjacht. En enero de 1949 conoció a su esposa Elly Overzier. Cumplió el servicio militar en Lieja y luego en Bruselas, donde se encargó de tareas de periodismo por la revista de los soldados. Se impregnó de la literatura francesa y se adhirió al movimiento artístico CoBrA. Fundó la revista vanguardista Tijd en mens de la que era redactor.

### Primeros éxitos como escritor y pintor (1950-1966)

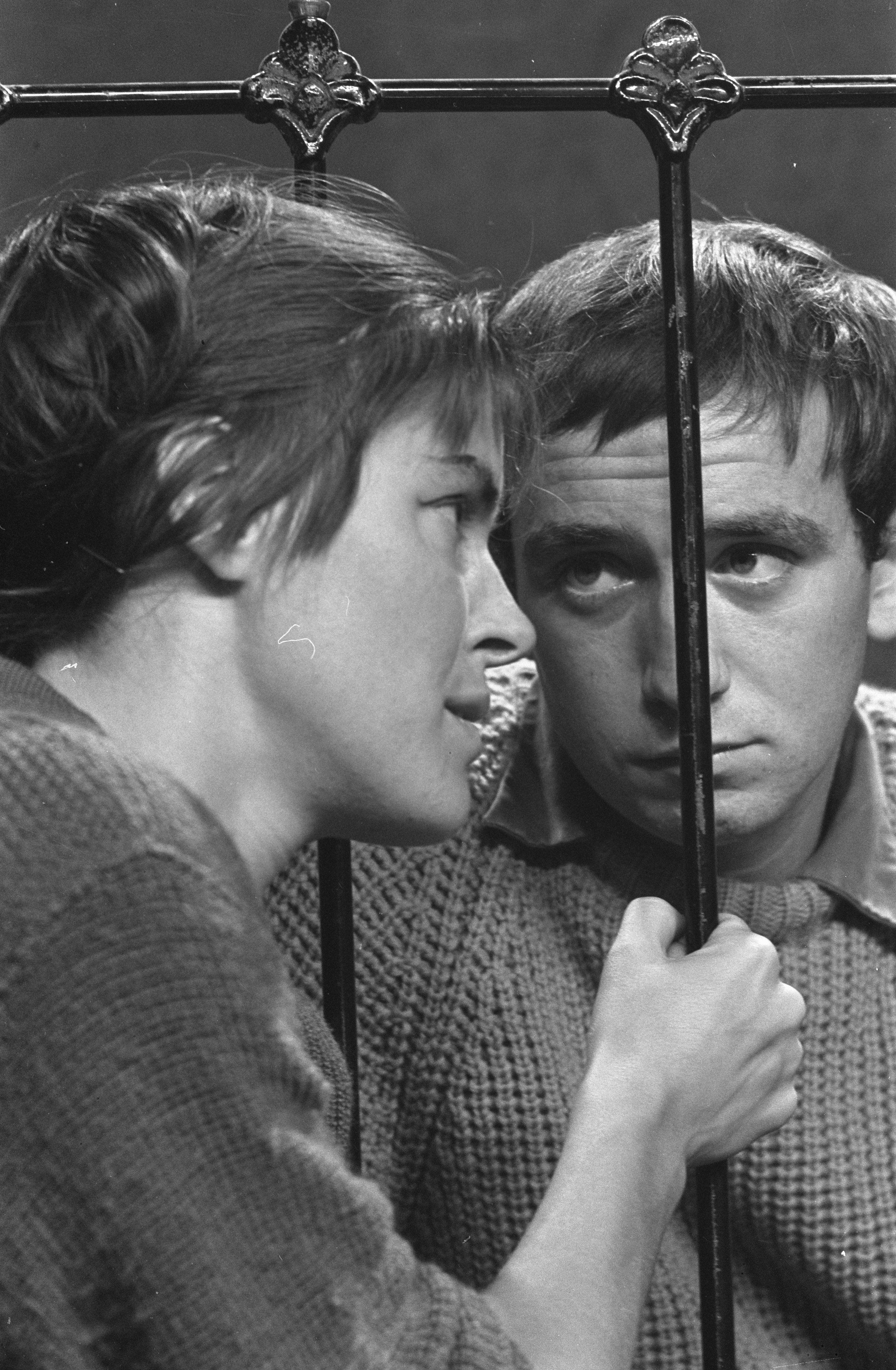
Los actores Ina Faassen y Hans Croiset en la versión televisiva de Een bruid in de morgen (1959).

Tras cumplir su servicio militar en marzo de 1950, su productividad literaria y plástica creció a su máxima amplitud. Su primera novela  De Metsiers  ya fue premiada como manuscrito. Exhibió en Bruselas junto con Pierre Alechinsky y Guillaume Cornelis van Beverloo, escribiṕ poesía para ilustrar litografías de Karel Appel, dibuja y escribe en la revista Cobra… En septiembre siguió a Elly Overzier que intentaba lanzar una carrera de modelo a París. En 1951 participó en una exposición colectiva del movimiento Cobra en París, y negoció con los editoriales mayores en lengua neerlandesa, a menudo sobre las mismas obras. En el verano de 1952 volvió a Bélgica. En 1953 tuvo dos estancias largas en Roma y otras ciudades italianas. En estos tiempos publicó varias obras. Poco a poco comenzó a distanciarse del experimentalismo literario. En 1955, su obra de teatro  Een bruid in de morgen se estrenó en Róterdam. Tras regresar de Italia, se estableció en Gante, y se casó con Elly el 26 de mayo de 1955. En 1956 el compositor François de La Rochefoucauld le presentó la música de la ópera La mer blanche, de la que Claus escribió el libreto, aunque nunca se estrenó. Varias obras de teatro suyas fueron realizadas en Bélgica y sobre todo en los Países Bajos, un reconocimiento mayor, ya que entonces era muy raro que un escritor flamenco tuviera éxito en el norte, donde la literatura flamenca durante mucho tiempo tuvo una reputación provincial. La obra naturalista y tragicómica Suiker (Azúcar, 1958), que se inspiró en su experiencia como temporero en Francia, se convirtió en su obra de teatro más popular. En 1959 pasó unos meses en Ibiza en la compañía de los escritores Harry Mulisch, Cees Nooteboom, Jan Gerhard Toonder, Dennis Murphy y John West, y ese mismo año recibió una beca de la Fundación Ford que le permitió viajar por los Estados Unidos durante seis meses.
En 1961, se estrenó la película Het mes bajo la dirección de Fons Rademakers; escribió el guion para la película, una adaptación cinematográfica de uno de sus propios cuentos. Tradujo la obra de teatro Antígona de Christopher Logue que se estrenó en presencia de ambos escritores en Gante. Continuó siendo productivo en todos los frentes. En 1963 se estrenó, entre otras, Love Story (el libro más largo del mundo), y se publicó un poemario en inglés sobre pinturas de Karel Appel, con una tirada de solo un ejemplar. Destacó el libreto de la Pasión según San Mateo con música de Padre De Brabandere y escrito durante una estancia en una casa en Nukerke en 1964.

### ProcesoMasscheroen(1967-1970)
En 1967 montó la obra Masscheroen en el festival de teatro experimental de Knokke que encendió una polémica emblemática de su conflicto perpetuo con el catolicismo y el puritanismo pequeñoburgués de la época. En la obra aparecieron tres amigos suyos desnudos, Hugues C. Pernath, Freddy de Vree y Bob Cobbing, que simbolizaron la Santísima Trinidad. La obra fue prohibida. Al tribunal de primera instancia de Brujas, Claus fue condenado a cuatro meses y una multa de 10 000 francos, ambos efectivos, pero apeló y el encarcelamiento fue transformado en una pena condicional en segunda instancia en Gante. Siguió un proceso ante el tribunal de derecho penal por atentado contra la moral y las buenas costumbres.  Este acontecimiento desencadenó una polémica en la prensa, acciones de protesta y peticiones, la organización de un Consejo Anti-Censura, la publicación del texto con fotos justo antes del proceso. Años después, De Vree, uno de los miembros de la trinidad dijo: «A finales de los años sesenta era importante mostrarse a pelo, tenía un significado. [...] Se ha de ver todo el espíritu del tiempo. [...]. Estaban los progresistas puritanos que manifestaban contra la guerra de Vietnam. Al lado había un grupo que daba la cara para una sexualidad libre. Entonces organizaba también un debate sobre la desnudez». 
Este proceso fue la cima del iceberg de una ola de represión y de pesquisas contra una serie de escritores en este periodo. Claus hizo un llamamiento a la juventud:

El germen está sembrado, ante nuestros ojos crece una seta mierdoso de intolerancia y de tiranía. Observamos en nuestro entorno que los jóvenes ocupan nuevas posiciones, que se oponen a la robotización de la sociedad, a la visión del porvenir encerrado que los espera. Su oposición política tiene que ir paralela con la oposición contra una concepción obsoleta acerca del erotismo. Porque la libertad erótica —enturbiada durante años por un catolicismo muy cerrado— necesita una defensa tan pertinaz.

 Claus añadió: «Quiero actuar a favor de la desnudez en la televisión flamenca, solo porque prefiero ver una soltera desnuda, e incluso un joven desnudo, en vez de un desfile de paracaidistas que se sienten absolutamente obligados a defender nuestros intereses en África».
En 1970, Claus apeló en la corte de Casación, la última instancia jurídica en Bélgica —aún no existía el Tribunal Europeo de Derechos Humanos— pero este confirmó el veredicto al insistir en que la libertad artística no era un salvoconducto para atentados contra la moral y las buenas costumbres. En Bélgica, este proceso judicial fue uno de los factores, junto con las repercusiones de mayo de 1968, que aceleraron el fin del clericalismo y dieron inicio a un movimiento de emancipación que exigía la libertad individual, que comenzó con la libertad de la concepción o no-concepción hasta la libertad de decidir sobre su propia muerte, algo que Claus aplicó consecuentemente en su vida personal.

### Escritor activista  (1968-1982)
Durante su segundo viaje a Cuba, en la compañía de Harry Mulisch, se declara un admirador del «comunismo tropical». Durante la creación de la obra de teatro Vrijdag (viernes) en Ámsterdam, se encuentra con la actriz Kitty Courbois que se convirtió en su pareja. La obra trata de la perversión católica, en sus ojos, de transformar el antiguo día de Venus, origen del nombre de viernes, el día del amor en un día de penitencia, de pecado, de culpabilidad, de abstinencia.
En 1970, el estreno de De Spaanse Hoer (La puta española), una adaptación de La Celestina de Fernando de Rojas tuvo gran éxito en Eindhoven. Deja Nukerke para establecerse en Ámsterdam y volverse a encontrar con Courbois. En 1971 se estrena la película Mira, basada en la novela De Teleurgang van de Waterhoek de Stijn Streuvels, para el que había escrito el guion. Comenzó a perfilarse como director de escena independiente. En 1973 se enamoró de la actriz Sylvia Kristel que encontró durante la producción de la película Niet voor de poezen, y con ella tuvo su segundo hijo, Arthur en 1975. Este mismo año mudan juntos hacia Antwerpen y escribe entre otros el guion de la serie televisiva La vida de Rubens prevista para el año Rubens de 1977. En una entrevista comentó: «la vida de Rubens no era muy espectacular, su carácter equilibrado conllevaba el riesgo de crear una historia aburrida. […] He imaginado unos conflictos, pero no he hecho errores históricos, interpreto, soy un lírico.»
Un viaje a Las Vegas en 1978 le inspira a escribr la novela Het Verlangen (El deseo). En 1979 celebra su quincuagésimo aniversario, recibe tres premios, produce la realización de su propia traducción de Macbeth en Gante y tiene la exposición Claustrum de su obra plástica en Hasselt.

### Obra maestra:La pena de Bélgica(1983)
La novela La pena de Bélgica (Het verdriet van België, 1983) narra la historia de un joven que crece en el periodo de la Segunda Guerra Mundial en una pequeña ciudad flamenca llamado Walle, pars pro toto que utiliza como nombre artístico para la ciudad de Kortrijk. En esta novela de formación, parcialmente autobiográfica, pinta la vida de Louis Seynaeve, que crece en un medio hipócrita, en una familia colaboracionista y en un pensionado católico muy estricto. Es también un retrato de la vida cotidiana flamenca entre 1939 y 1947, en una situación de crisis, de guerra, de traición, de engaño y de fraude. La obra, considerada su magnum opus, fue traducida en un gran número de lenguas europeas, incluyendo el alemán, inglés, español, danés, finlandés, francés, griego, italiano, noruego, polaco, portugués y serbocroata, y también en chino. Entre 1983 y 2000, la versión neerlandesa conoció una tirada de 364.000 ejemplares y en 2008 se imprimó la trigésima edición. Con ocasión de la traducción en castellano dijo: «La pena de Bélgica, la escribí para contar a mi hijo, que pertenece a un mundo muy distinto, cómo habían sido mis primeros años. Desde los 18 meses a los 11 años estuve interno en un colegio de monjas». El protagonista, de familia ultraconservadora, sufre el peso de la represión y de la frustración generada por este tipo de educación. En 1994 escribió el guion para la serie televisiva del mismo nombre, dirigido por Claude Goretta.

### Apogeo (1984-1998)

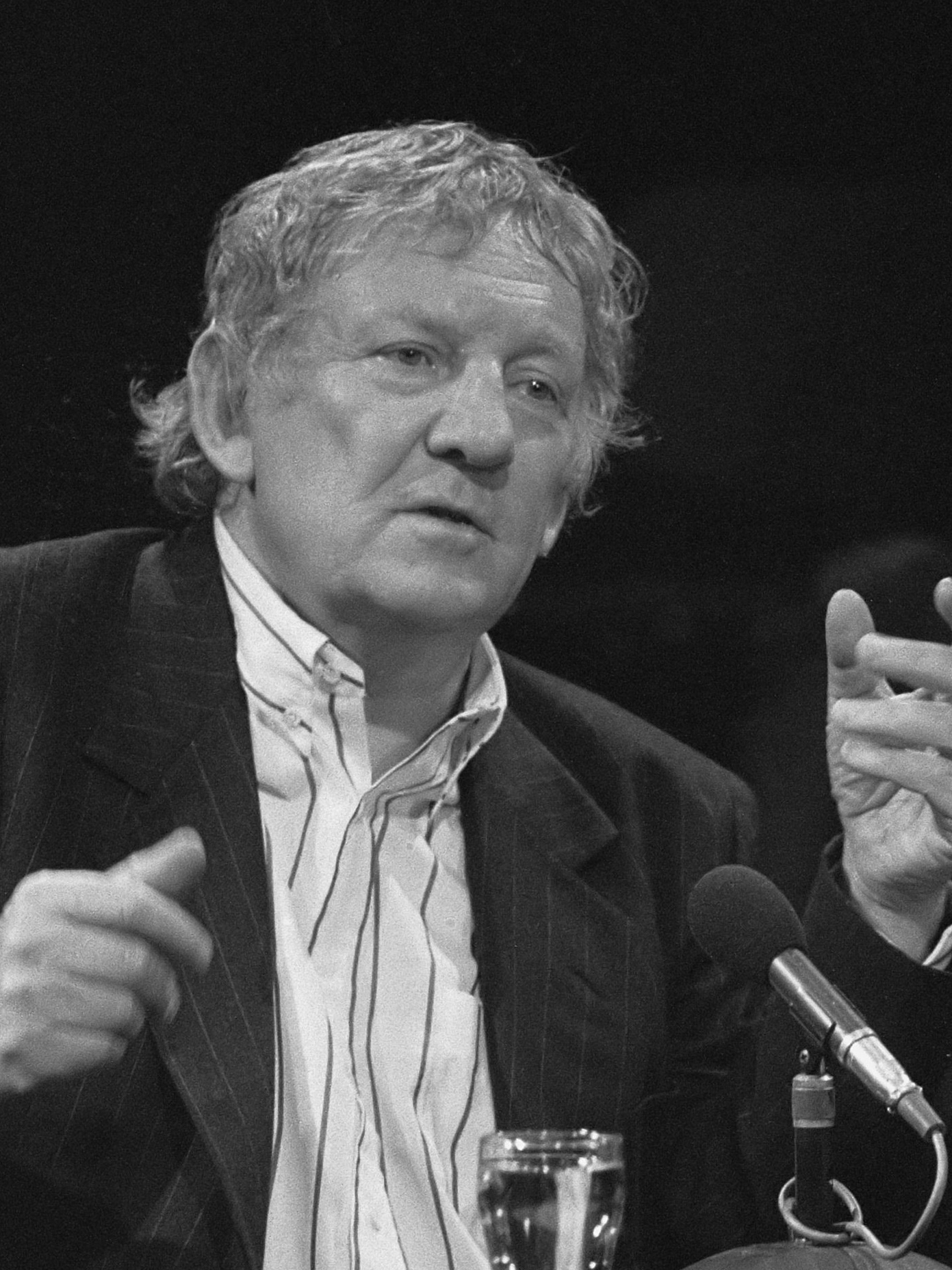
Hugo Claus en 1986

En 1985, entre las diversas obras que se realizaron, destaca la del ópera Dr. Faustus (música de Konrad Boehmer, libreto de Hugo Claus) en una colaboración entre la Nederlandse Opera y el Teatro Nacional Opéra de París. La visita a Bélgica del Papa Karol Józef Wojtyła (Juan Pablo II) en abril de 1985 le inspiró a redigir una pequeña recopilación de diez textos, con imágenes del caricaturista Gerard Alsteens, con el título Een weerzinwekkend bezoek (Una visita repugnante). En 1986 recibió el Premio de las Letras Neerlandesas para la totalidad de su obra, y participó en una serie de actividades conmemorativas en Bélgica y los Países Bajos. En 1987 se mudó a la Provenza en Francia, aunque continuó con la dirección teatral en Bélgica. Publicó la novela Een zachte vernieling (1988), traducida al español en 1992 como Una dulce destrucción. La obra es parcialmente autobiográfica y trata de sus años experimentales en París y su relación con el poeta Hans Andreus y su esposa en la colonia de artistas existencialistas flamencos y neerlandeses. Narra con ironía sobre el celo ampuloso de la vanguardia pero también la melancolía de la pasión subyacente, las emociones, las ilusiones y los amores perdidos.
En 1992, fue hospitalizado tras ser diagnosticado con cáncer de próstata. Se casó en 1993 en segundas bodas con Veerle De Wit. Su 65º aniversario en 1994 fue ocasión para una multitud de homenajes, suplementos en diarios, exposiciones, y la publicación de su obra poética completa. Claus rechazó la Medalla de Oro del parlamento de Flandes. El museo al aire libre Middelheim en Amberes inauguró una obra de arte monumental compuesta de siete grandes libros abiertos cada uno con un dibujo de Pierre Alechinsky y un poema de Claus. En 1996 se creó un centro de estudios y de documentación de la obra de Claus en la Universidad de Amberes. En 1997 recibió el premio Pasolini, concedido por un jurado internacional por el conjunto de su carrera.

### Crepúsculo: enfermedad de Alzheimer (1999-2007)
En 1999 dio a conocer por primera vez tener problemas de memoria y expresó su temor por la enfermedad de Alzheimer. En 2001 afirmó limitarse a la poesía debido a los problemas de memoria. Su obra continuó siendo realizada, aparecieron unas nuevas obras y recibió varios premios nacionales e internacionales. Comenzó a tener problemas de salud general. El tema de la pérdida de memoria aparece cada vez más en su obra, como en De man van het toeval  (2000, El hombre del azar), la novela Sonambulismo (2000) y En caso de necesidad (2004). Durante una entrevista dijo: «Ik heb het wel zo'n beetje gehad.», una expresión típica neerlandesa de alguien al fin de su carrera o de su vida, que expresa a la vez una satisfacción del pasado y una constatación de que basta ya, que se lo ha tenido todo. Concluyó esta entrevista con el poema «Repetición» en el cual evoca los tres venenos que se utilizan para la eutanasia. Se organizaron las  retrospectivas y homenajes usuales para sus cumpleaños. El 30 de julio de 2006, su esposa envió un correo electrónico a sus amigos con el texto: «Queridos amigos, Hugo me ha pedido enviar este mail. Se ha constatado que sufre de la enfermedad de Alzheimer. Hugo ha decidido pasar el tiempo que aún le queda, y él determinará cuando termine, lo más alegremente posible. Ni Dieu, ni maître.»

### Su muerte, un último acto militante (2008)
Murió el 19 de marzo de 2008 en Amberes. Había optado por una muerte por eutanasia al constatar que la enfermedad de Alzheimer seguía progresando. La ley belga permite la eutanasia voluntaria si la persona todavía tiene la capacidad de decidir conscientemente. Por ello procedió en un estadio temprano de la enfermedad. Según su obituario «Claus había insistido en su deseo de no prolongar la vida si no podía disfrutarla con lucidez, y el propio ministro de Cultura, Bert Anciaux, declaró ayer que "conocía el escritor lo suficiente para saber que quería morir con orgullo y dignidad"». Guy Verhofstadt, un amigo suyo y ex primer ministro de Bélgica, dijo «Confundir el día y la noche, no poder distinguir la mañana, la tarde y la noche, no saber andar [...] todo ello no es muy grave para un escritor. En cambio, casi no ser capaz de combinar las palabras en frases claras, o de encontrar las metáforas y expresiones adecuadas, algo que ha hecho sin esfuerzo durante más de sesenta años, esto constituye un tormento insoportable y sin salida.»
El escritor que nunca rehusó temas controvertidos, permaneció consecuente en su espíritu provocatorio hasta el fin. Los medios librepensadores y laicos admiraron su acto. La jerarquía católica belga, por su representante supremo, el cardenal Godfried Danneels reaccionó con indignación y vehemencia durante su sermón de la misa de Pascua. Esto, a su vez, suscitó una respuesta de la asociación laica Derecho a una muerte digna que insistió en que no existe ninguna presión sobre las opciones personales de fin de vida y que los laicos respetan la libertad individual, lo que la iglesia no hace. Después de una ceremonia en el teatro Bourla de Amberes el 19 de marzo, y tras la cremación de su cuerpo, las cenizas fueron dispersadas en el mar del Norte frente a Oostende. Durante la despedida, el escritor Erwin Mortier pronunció una diatriba contra el cardenal: «Claus siempre manifestó una saludable falta de respeto ante príncipes y prelados. […] Sólo por no compartir su opción de final de vida, salen de sus cavernas para regurgitar su pusilánime cólera. Celebrar su propia superioridad moral sobre el cuerpo de un muerto querido, no es ninguna proeza. Avergüénzate, señor cardenal.»

### Acontecimientos póstumos
Póstumamente se comprobó el rumor que una parte de su obra teatral no fue escrita por Claus, y que solo habría corregido unos detalles de textos que Ton Lutz, su esposa Veerle De Wit y otros habrían desarrollado a partir de ideas vagas que el maestro dictaba durante el periodo que vivía en Amberes. A menudo habría copiado, y raramente habría mencionado sus fuentes. Sus novelas y su poesía, en cambio, serían todas auténticas. El archivo de Claus —incluyendo manuscritos, diarios, correspondencia— se encuentra en la Casa de las Letras en Amberes.

## Actividad literaria
Considerado como uno de los novelistas belgas con más talento de su época, Hugo Claus se definía como un «flamingant francophone» (flamenco francófono). Fue, sobre todo, un crítico del tradicionalismo y del provincialismo de la sociedad flamenca, convirtiendo en tema universal la evocación de la mediocridad.
En La pena de Bélgica, evocó el comportamiento de sus compatriotas durante la última guerra y describió al flamenco estafador, conformista y aprovechado con un realismo que recuerda al de Pieter Bruegel el Viejo o el de James Ensor. Queda, sin embargo, fascinado por su región materna a la que no deja de recrear con sensibilidad e inteligencia: 

Mantener las costumbres y los éxtasis de la tribu: sí, he aquí el papel del escritor. Por ejemplo, Le Chagrin des Belges, lo escribí para que mis dos hijos sepan como su padre había vivido en una civilización extrañísima y neandertaliana. He querido mostrarles lo que era vivir antes de la guerra, durante la guerra y tras la guerra en una comunidad pequeña.
Hugo Claus, Le Passe-Muraille, 1997.

Onvoltooid verleden, su última novela, retoma los mismos personajes de De geruchten:

El interrogatorio policial que constituye la trama, tan denso y ambiguo como el de «Crimen y castigo», expone, recurriendo a lo grotesco, un buen número de cuestiones esenciales sobre la condición humana que termina por resolverse en una risa hiriente. Es un libro según mi corazón, hecho de sangre y risa, de ternura y de horror, de obscenidad y de poesía.
Alain van Crugten

## Obras selectas
Hugo Claus escribió más de 295 títulos en neerlandés y su obra ha sido traducida en unos veinte idiomas. Resulta difícil enumerar todas sus obras en una sinopsis enciclopédica. Una bibliografía completa se encuentra en la Biblioteca Digital de Literatura Neerlandesa.

### Teatro
- Een bruid in de morgen (1955) Trad. al esp. como Una novia en la mañana.
- Het lied van de moordenaar ("La canción del asesino", 1957).
- Suiker (1958) Trad. al esp. como Azúcar.
- Thyestes ("Tiestes", 1966).
- Vrijdag ("Viernes", 1969).

### Poesía
- De Oostakkerse gedichten ("Los poemas de Oostakker", 1955).
- Zwart ("Negro", 1978), junto con Karel Appel y Pierre Alechinsky.
- Almanak ("Almanaque", 1982).
- Alibi ("Coartada", 1985).
- Wreed geluk (1999). Trad. al esp. como Cruel felicidad. Madrid, Hiperión, 2006.

### Novelas
- De Metsiers ("Los Metsiers", 1950)
- De hondsdagen ("La canícula", 1952)
- De koele minnaar ("El amante frío", 1956)
- De Verwondering (1962). Trad. al esp. como El asombro.
- Omtrent Deedee ("Acerca de Deedee", 1963)
- Schola nostra (con el seudónimo de Dorothea van Male, 1971)
- Schaamte ("Vergüenza", 1972)
- Het jaar van de kreeft ("El año del cangrejo", 1972)
- Jessica (1977)
- Het verlangen (1978). Trad. al esp. como El deseo.
- De verzoeking ("La tentación", 1980)
- Het verdriet van België (1983). Trad. al esp. como La pena de Bélgica.
- Een zachte vernieling (1988). Trad. al esp. como Una dulce destrucción.
- Belladonna (1994). Trad. al esp. como Belladona: escenas de la vida en la provincia.
- De geruchten ("Los rumores", 1996)
- Onvoltooid verleden ("Pasado inconcluso", 1998)

## Traducciones al español
- Una novia en la mañana (Een bruid in de morgen, 1955). Traducción de Felipe M. Lorda Alaiz. En: Teatro flamenco contemporáneo; Ciudad de México: Aguilar, 1962.
- La pena de Bélgica (Het verdriet van België, 1983). Traducción de María del Carmen Bartolomé Corrochano y P.J. van de Paverd. Madrid: Alfaguara, 1990. ISBN 978-84-204-2255-8.
- Una dulce destrucción (Een zachte vernieling, 1988). Traducción de Malou van Wijk, Barcelona: Anagrama, 1992. ISBN 978-84-339-1178-0.
- El pez espada (De zwaardvis). Traducción de Malou van Wijk, Barcelona: Anagrama, 1992. ISBN 978-84-339-1179-7.
- El deseo (Het Verlangen, 1978). Traducción de Malou van Wijk, Barcelona: Anagrama, 1993. ISBN 978-84-339-0637-3.
- El asombro (De Verwondering, 1962). Traducción de Malou van Wijk, Barcelona: Anagrama, 1995. ISBN 978-84-339-0677-9.
- Azúcar (Suiker, 1958). Traducción de Catalina Ginard Féron. En: Escena, año 3 (1995) n.º 24, pp. 27-41.
- Belladona: escenas de la vida en la provincia (Belladonna, 1994). Traducción de Malou van Wijk, Barcelona: Anagrama, 1996. ISBN 978-84-339-0827-8
- Cruel felicidad (Wreed geluk, 1999). Edición bilingüe. Traducción de Ronald Brouwer. Madrid: Hiperión, 2005. ISBN 978-84-7517-847-9.